# سری جیفورس ۸۰۰ام
سری جیفورس ۸۰۰ام (انگلیسی: GeForce 800M series) یک خانواده از کارتهای گرافیک اینویدیا برای لپ‌تاپ و رایانه‌های رومیزی می‌باشد. شرکت در اصل چنین برنامه‌ریزی کرده بود که این کارت بر روی رایانه و مبایل مورد استفاده قرار گیرد. این کارت بر اساس معماری ماکسول طرح‌ریزی شده است. تکنولوژی ماکسول در کنار بهینه‌سازی مصرف انرژی کیفیت گرافیکی بهتری را ارائه می‌کند و همچنین باعث سهولت امر برنامه‌نویسی می‌شود.